# Парк Героев Гражданской войны
Парк Героев Гражданской войны — парк в центре города Курска. Находится в квадрате улиц Гоголя, Радищева, Дмитрова и переулка Гоголя.
Рядом находится Художественная школа № 1 имени Клыкова, Картинная галерея имени Дейнеки, а также старый Курский завод упорных подшипников (Царская конюшня).
Во время Великой Отечественной войны в парке располагалось немецкое кладбище.

## История
В дореволюционное время на месте нынешнего парка располагались соляные амбары, принадлежащие купцам Бородиным (по другим сведениям, Бырдиным). Их фамилия послужила тому, что в народе место прозвали Бородиным полем. В конце XIX века здесь появились винные погреба и власти дали официальное название - Подвальная площадь. Летом на ней проходили репетиции парадов, а зимой организовывали огромный каток.
5 ноября 1918 года газета «Курская беднота» сообщила, что по решению советской власти свыше 40 улиц, площадей и переулков Курска переименованы. Подвальная площадь была названа именем 1 Мая. На ней жители города отметили первую годовщину Октябрьской революции. Здесь проходили обучение курские полки Красной Армии, проводились митинги трудящихся.
23 июля 1919 года на площади состоялся большой митинг, на котором выступил член Реввоенсовета Подвойский, призвав красноармейцев и курян к борьбе с врагами революции. По площади прошли парадным строем войска сформированной в Курске особой бригады в составе 1-го Курского пехотного полка, батальона 3-го Московского пехотного полка, 2-го дивизиона Курской арт-бригады.
В период с 20 сентября по 19 ноября 1919 года Курск был занят частями Вооруженных сил Юга России (ВСЮР) под командованием генерала Деникина. За три дня до освобождения города войсками Красной Армии в ночь на 16 ноября 1919 года деникинцы расстреляли в курской тюрьме за Херсонскими воротами 29 большевиков и сторонников советской власти. 29 ноября 1919 года на площади 1 Мая состоялось погребение в братской могиле 27 из 29 казненных. По решению ревкома двух расстрелянных похоронили по месту жительства их родных.
После Гражданской войны площадь стала местом захоронения героев революции, партийных и советских работников, а также  местом проведения торжественных мероприятий. Газета «Курская правда» писала 3 мая 1922 года: «Площадь 1 Мая, Красные части и организации образуют на площади пространное каре, посреди которого выделяется высокая трибуна. В ожидании митинга части располагаются на траве. Кругом гулянье, детские песни и крики, весёлое настроение, которому как бы вторят яркие лучи весеннего солнца...» Пока на площади не был сооружён запланированный памятник и не проведено благоустройство, горкоммунотдел разрешил гражданам, жившим поблизости, в том году устроить здесь огороды. В парке расположена детская площадка с качелями и песочницей.
Первые посадки деревьев были проведены на площади ещё 5 мая 1923 года, в День леса – комсомольцы высадили на голом поле первые сотни саженцев. 27 января 1924 года, в день траура по Ленину, на митинге студенты землеустроительного техникума решили заложить на площади парк. Разработали план, по которому средняя аллея должна была быть засажена каштанами, в центре парка, у братской могилы, устроен цветник, а по краям посажены пирамидальные тополя. В том году была высажена тысяча деревьев, а парк обнесён проволочной оградой. В конце апреля 1924-го студенты и преподаватели землеустроительного техникума с лопатами и вёдрами вышли на его разбивку. Целый день куряне трудились с утра до вечера: делали планировку, копали ямки, убирали мусор. Городские пожарные на своих лошадях привозили из леса саженцы: липы, клёны, тополя.
21 ноября 1934 года площадь переименовали в парк Героев Гражданской войны. В 1935 году близлежащие организации и предприятия взялись за его оборудование. На территории были устроены закрытая и открытая эстрады, летнее кино, танцевальная площадка, разбито много цветочных клумб.
Закладка памятника на площади у братской могилы казненных деникинцами курян была проведена еще 1921 году, но его сооружение всё откладывалось. Делались попытки хоть как-то особо выделить братскую могилу. 9 июля 1930 года газета «Курская правда» писала: «Заканчиваются работы по художественному оформлению братской могилы в саду на площади 1 Мая. Могила имеет форму одноконечного гаечного ключа с цветочной надписью в середине «Память павшим борцам революции». По бокам – цветочные клумбы, изображающие вид незаконченных гаек».
Во время Великой Отечественной войны парку был нанесён существенный ущерб во время немецкой оккупации. Вермахт вырубил значительную часть деревьев и кустарников, а на их месте были устроены немецкие и венгерские военные захоронения. По данным немецкой стороны, на территории парка в 1942–43 годах было захоронено более 1300 солдат вермахта.
В начале 1970-х годов парк Героев Гражданской войны реконструировали: проложили новые аллеи, проредили парк от малоценных деревьев и кустарников. В 1977 году у братской могилы был воздвигнут памятный знак (авторы – скульптор Н. П. Криволапов, художники В. П. Мокроусов и Л. И. Аристархов, архитектор В. А. Рукавицын) и зажжён Вечный огонь.
31 октября 1987 года в парке перезахоронен прах Александра Косухина, комиссара «золотого эшелона», организовавшего перевозку отбитого у Колчака золота из Иркутска в Казань, а также большевичек Софьи Аристарховой-Левицкой, Екатерины Брянцевой и Анны Чурсановой. 
23 декабря 2008 года в парке установлен памятный знак жертвам политических репрессий.